# بطولة الأمم الست للسيدات 2008
بطولة الأمم الست للسيدات 2008 (بالفرنسية: Tournoi des Six Nations féminin 2008)‏ هو الموسم 13 من  بطولة الأمم الست للسيدات. أقيم خلال الفترة 1 فبراير 2008 وحتى 16 مارس 2008، وفاز فيه منتخب إنجلترا الوطني لاتحاد الرغبي للسيدات.